# The Verve
The Verve (IPA: [ðə vɜːv]; originariamente soltanto Verve) sono stati un gruppo musicale alternative rock britannico formatosi a Wigan, in Inghilterra.
Attivi in più riprese a partire dal 1990, quando si formarono a Wigan, i Verve raggiunsero l'apice della fama con il terzo album, Urban Hymns, nel 1997 e con il singolo Bitter Sweet Symphony, che divenne una hit mondiale. Nell'aprile 1999 la band si sciolse a causa di dissidi interni. All'epoca era uno dei gruppi musicali più noti e influenti nel panorama musicale dell'alternative rock inglese. Ricostituitosi nel giugno 2007, ha pubblicato, nell'agosto 2008, l'album Forth, prima di sciogliersi nuovamente nel 2009.

## Storia del gruppo

### La formazione e l'omonimo EPVerve(1989–1992)
I Verve si sono formati quando i membri del gruppo si sono incontrati alla Up Holland High School, per poi frequentare, in seguito, il Winstanley Sixth Form College, nel Metropolitan Borough di Wigan, nel 1989. Composta dal cantante e frontman Richard Ashcroft, dal chitarrista Nick McCabe, dal bassista Simon Jones e dal batterista Peter Salisbury, la band riceve un'accoglienza piuttosto positiva, all'inizio del 1991, dovuta all'innata capacità di catturare l'attenzione del pubblico grazie alle sue trame musicali e a una sensibilità d'avanguardia. I componenti del gruppo sono caratterizzati dalle stesse passioni, sia in fatto di musica (The Beatles, Pink Floyd, The Raspberries, Funkadelic e Krautrock), sia per quanto riguarda l'utilizzo, diventato quasi leggendario, di droghe psichedeliche.
La band firma un contratto con l'etichetta Hut Records, nel 1991 e i primi lavori di studio, usciti nel 1992, "All in the Mind", "She's a Superstar" e il Gravity Grave EP (assieme al Verve EP, pubblicato negli USA, sempre nel 1992), portano il gruppo a un immediato successo di critica, soprattutto grazie alle partiture di chitarra di McCabe, realizzate con il massimo della libertà espressiva, e agli imprevedibili giochi vocali di Ashcroft.

### Il primo album,A Storm in Heaven(1993–1994)
Nel 1993 esce A Storm in Heaven, il primo vero album di debutto della band, realizzato dal produttore britpop John Leckie. Il disco ottiene il plauso della critica, ma un successo commerciale piuttosto moderato, raggiungendo la 27ª posizione della classifica inglese.
Il secondo singolo estratto dall'album, "Slide Away", arriva al primo posto della classifica rock britannica, riservata alla musica indie. Durante l'estate del 1994 il gruppo si esibisce al festival musicale itinerante statunitense Lollapalooza. Il tour si rivelerà disastroso per la band, con Ashcroft ricoverato in ospedale a causa di una deidratazione provocata da un'overdose di ecstasy, e Salisbury arrestato per aver distrutto la camera di un hotel in Kansas, durante un delirio provocato anch'esso dall'abuso di droga.
Dopo la tournée, l'etichetta jazz Verve Records denuncia la band per presunta violazione del proprio marchio di fabbrica registrato, costringendo il gruppo a cambiare ufficialmente il proprio nome, dal semplice Verve, senza articolo, alla forma più classica e attualmente in uso, The Verve. In precedenza, il gruppo aveva già considerato l'idea di modificare il proprio nome, riducendolo al semplice «Verv», e di dare il titolo collettivo di "Dropping E for America" all'album di lati B del 1994. Alla fine, però, la band opterà per The Verve, mentre l'album verrà intitolato No Come Down.

### A Northern Soule il primo scioglimento (1995–1996)
La burrasca proseguirà per tutte le sessioni di registrazione dell'album successivo, A Northern Soul, gioco di parole sulla canzone dei Beatles "Only a Northern Song" e nome della loro società per azioni quotata in borsa. Il secondo lavoro a lungo respiro è pubblicato dai Verve nel 1995. Le sessioni iniziano con il piede giusto: McCabe definisce le prime tre settimane di registrazione addirittura come il periodo più felice in assoluto della sua vita. Tuttavia, il regolare abuso di droghe e il rapporto sempre più teso tra Ashcroft e McCabe, durante le sessioni, finiscono con l'influire sul destino della band. In seguito, Richard Ashcroft così descriverà quell'esperienza:
La band prende le distanze dal sound neo-psichedelico di A Storm in Heaven, concentrandosi invece su un rock alternativo più convenzionale. I singoli "This Is Music", "On Your Own" e "History" raggiungono tutti la Top 40 britannica. Gli ultimi due, in particolare, lente ballate di orientamento soul, rappresentano una novità piuttosto rilevante per i Verve. Attorno a questo periodo, il chitarrista degli Oasis, Noel Gallagher, grande amico di Ashcroft, scrive, espressamente per l'inquieto frontman, la canzone intitolata "Cast No Shadow", inserendola nel disco del proprio gruppo (What's the Story) Morning Glory?. Ashcroft, dal canto suo, restituisce il gesto, scrivendo per Noel la title track del secondo album dei Verve.
Nonostante l'album raggiunga la Top 20 inglese, nel luglio del 1996, Richard Ashcroft scioglie il gruppo. Appena poche settimane dopo la separazione, Ashcroft decide invece di riunire la band, ma McCabe si rifiuta di rientrare nell'organico. I Verve ingaggiano allora l'ex chitarrista del gruppo dei Suede, Bernard Butler, che però resta nel gruppo per un paio di giorni soltanto. Quindi, come rimpiazzo, la band sceglie Simon Tong, un ex compagno di scuola di Ashcroft e Jones, risolvendo così il problema delle parti di chitarra principali, fino alla fine del tour del 1996.

### Urban Hymns, l'apice della fama e il secondo scioglimento (1997–1999)

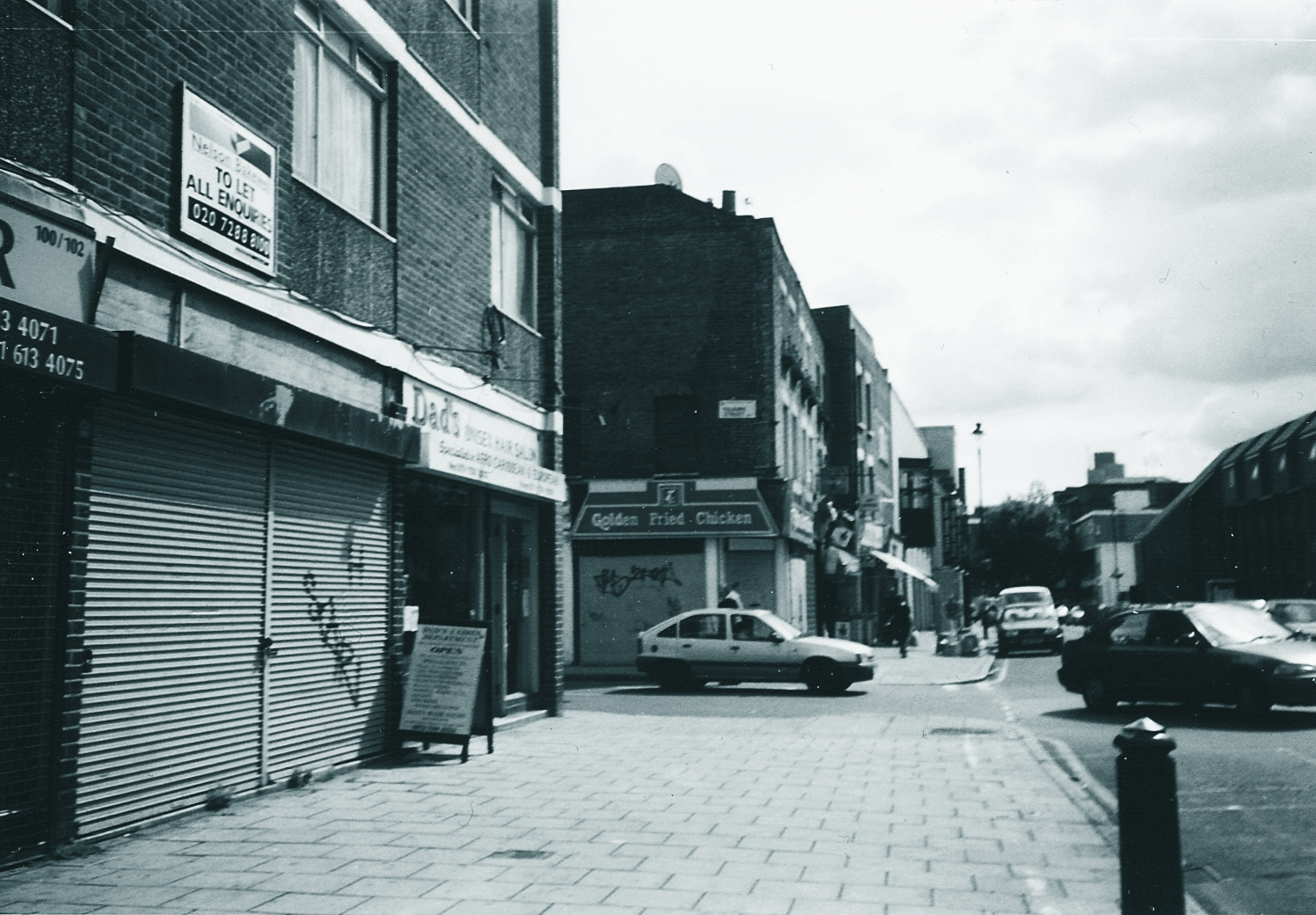
Hoxton Street, la location del video di "Bitter Sweet Simphony"

Ashcroft, Jones, Salisbury e Tong iniziano a scrivere i brani per il terzo album, tra l'autunno del 1996 e l'inizio del 1997. Nel 1997, Nick McCabe rientra nella band, affiancando Tong. Con l'organico ampliato e di nuovo al completo, il gruppo attraversa una fase cosiddetta «spirituale», condita dal consueto utilizzo di droghe in quantità industriale, ultimando il processo di registrazione, con la pubblicazione del nuovo lavoro, intitolato Urban Hymns. Per la prima volta nella carriera, i Verve provano l'ebbrezza del successo commerciale su vasta scala. Non solo l'album diventa un successo nel Regno Unito, ma la band otterrà un'enorme popolarità anche negli USA e in tantissimi altri paesi del mondo.
Il singolo apripista "Bitter Sweet Symphony" entra nella classifica britannica dei singoli direttamente al numero 2. Il singolo arriva fino al numero 12 nella relativa classifica statunitense, la posizione più alta mai raggiunta dal gruppo negli USA. La canzone utilizza un campionamento, riproposto in loop, di una registrazione sinfonica realizzata dalla Andrew Oldham Orchestra, del brano dei Rolling Stones intitolato "The Last Time". La ABKCO Records, che possiede i diritti d'autore del repertorio dei Rolling Stones e che aveva già vietato ai Verve di usare il sample della band anglosassone, intenterà una causa, vincendola, contro il giovane gruppo, rivendicando il 100% delle royalties relative al brano in questione. Successivamente, come risultato della causa vinta, ai due membri dei Rolling Stones Keith Richards e Mick Jagger, compositori della traccia originaria, verranno riconosciuti i diritti d'autore e i relativi diritti di pubblicazione per la canzone, che comparirà in seguito in uno spot pubblicitario della Nike, contro la volontà dei Verve. Dopo l'utilizzo del brano nel film Cruel Intentions, i Verve sporgeranno a loro volta una denuncia per violazione di copyright, riguardante però i soli diritti morali, per evitare ulteriori usi commerciali della canzone.
Il singolo seguente, "The Drugs Don't Work", regalerà invece alla band la sua prima numero uno britannica. Contemporaneamente, anche l'album arriva in vetta in Gran Bretagna, e raggiunge, inoltre, la Top 30 oltreoceano, conquistando, durante la scalata vincente, il disco di platino.
In seguito, nel corso del popolare tour 1997-98, realizzato per promuovere l'album, il bassista, Simon Jones, collassa sul palco. La band si esibisce poi in un concerto di bentornato a casa, allo Haigh Hall & Country Park di Aspull, Wigan, che vedrà l'ultima esibizione dal vivo di Nick McCabe con i Verve. McCabe deciderà infatti, all'improvviso, di tirarsi fuori dai giochi, abbandonando il tour e adducendo come motivo il fatto di non riuscire assolutamente più a tollerare un'esistenza costantemente trascorsa on the road. Ashcroft, senza i compagni di gruppo, comparirà sulla copertina della rivista Rolling Stone, all'inizio del 1998.
I Verve continueranno a suonare con il chitarrista turnista B. J. Cole al posto di McCabe, anche se le originarie partiture di chitarra realizzate da McCabe verranno ampiamente campionate e riproposte dal vivo. Dopo due performance maggiori ai V Festival, nel 1998, e una presso lo Slane Castle, fuori Dublino, inizieranno a circolare voci insistenti su un presunto scioglimento definitivo del gruppo, poco dopo confermato, con un annuncio ufficiale, nel mese di aprile del 1999.

### Dopo lo scioglimento (2000-2006)
Dopo il secondo scioglimento dei Verve, Simon Tong e Simon Jones formano un nuovo gruppo, chiamato The Shining, che comprende inizialmente l'ex chitarrista della band The Stone Roses, John Squire, che lascia però il gruppo prima di iniziare sia le registrazioni che il tour. I The Shining pubblicheranno un solo album, True Skies, prima di sciogliersi, a loro volta, nel 2003. Jones si unirà quindi alla band dell'artista irlandese Cathy Davey. Tong compare invece come rimpiazzo dal vivo per l'ex chitarrista dei Blur Graham Coxon e come chitarrista supplementare in quella dei Gorillaz. Tong è anche un membro del supergruppo fondato da Damon Albarn, nato inizialmente come progetto solista, e noto con il titolo del loro primo album omonimo, The Good, the Bad & the Queen.
Dopo lo scioglimento dei Verve, Nick McCabe collaborerà invece con alcuni artisti, tra cui John Martyn, la band proveniente dalla cittadina britannica di Leeds The Music, e la band londinese Neotropic.
Oltre a lavorare con Ashcroft, Pete Salisbury è stato reclutato come batterista anche per un tour UK, nel 2004, dai Black Rebel Motorcycle Club, quando il batterista originario è stato costretto a lasciare, per qualche tempo, il gruppo, a causa di problemi con droga e alcool. Salisbury possiede anche un negozio di batterie a Stockport, in Inghilterra.
All'epoca del secondo scioglimento della band, Richard Ashcroft, che smette di prendere droghe all'inizio del Nuovo Millennio, sta già lavorando su materiale solista, accompagnato, tra gli altri, da Salisbury e Cole. Nel mese di aprile del 2000, esce il suo primo singolo solista, "A Song for the Lovers", che raggiunge il numero 3. L'album di debutto sarà Alone with Everybody, nel giugno dello stesso anno, a cui seguirà Human Conditions, nell'ottobre del 2002. Accompagnato dai Coldplay, Ashcroft ha eseguito la celebre "Bitter Sweet Symphony", durante i concerti organizzati per il Live 8, il 2 luglio del 2005, a Hyde Park, Londra. Molti hanno pensato che questo evento avrebbe influito positivamente sulla sua carriera solista, e infatti, nonostante recensioni constrastanti, il suo terzo album, Keys to the World (gennaio 2006), sale fino al secondo posto della classifica inglese. Soltanto il lavoro di debutto da record degli Arctic Monkeys impedisce al disco di Ashcroft di raggiungere la vetta. Il primo singolo, "Break the Night with Colour", arriva fino alla terza posizione.

### Lareunione l'albumForth(2007-2008)
Il 6 giugno 2007, la BBC annuncia, dai microfoni di Radio 1, la reunion dei Verve con la pubblicazione di un nuovo album e un tour nel mese di novembre del 2007. La tournée avrà inizio a Glasgow, in Scozia, il 2 novembre, e comprenderà una serie di show che si terranno presso The Carling Academy di Glasgow, The Empress Ballroom e la London Roundhouse. I Verve hanno dichiarato di "...tornare insieme per la gioia di fare musica". L'unico assente dalla reunion della band, Simon Tong, continuerà invece a lavorare al progetto rock alternativo del supergruppo ancora senza un nome, che ha dato vita all'album intitolato con The Good, the Bad & the Queen, pubblicato nel mese di gennaio del 2007, e realizzato grazie alla collaborazione tra Damon Albarn (delle band dei Blur e dei Gorillaz), Paul Simonon (dei Clash), il musicista Tony Allen (batterista di Fela Kuti) e, ovviamente, l'ex Verve Simon Tong.
L'annuncio dell'imminente reunion ha provocato un'enorme eccitazione tra i fans dei Verve. A dispetto della strategia scelta dal management della band, consistente in un numero limitato di date dal vivo, temendo, nel frattempo, un'eccessiva diminuzione nell'originario nucleo dei fans, i biglietti per il tour di sei date, previsto per novembre, sono stati venduti tutti, registrando un sold-out lampo, realizzato in meno di 20 minuti. La nuova pagina MySpace creata di recente dai Verve è stata visitata già 30.000 volte, durante le prime due settimane di esistenza. Questo fatto ha dato vita a una serie di voci, piuttosto insistenti, riguardo alla possibilità di una data supplementare, che dovrebbe tenersi nella città natale del gruppo, Wigan, a quasi dieci anni di distanza dal loro ultimo concerto a Haigh Hall, il cui ricordo pare essere ancora piuttosto vivo tra i 40.000 fans che all'epoca vi hanno preso parte.
Il 21 ottobre i Verve hanno registrato e immesso in rete una Jam Session gratuita scaricabile dal sito della NME. Un'unica traccia della durata di oltre 14 minuti che farebbe pensare a un ritorno alle vecchie sonorità dei Verve tipicamente psichedeliche.
Le prime date in UK hanno riscosso un grandissimo successo e quindi, poco dopo, i Verve hanno annunciato prima altre date in Gran Bretagna e poi altri concerti in giro per tutta l'Europa e a partire da maggio anche nel nord America. Già ci sono altre date fissate per l'estate 2008 e tra queste anche una in Italia il 16 luglio a Livorno per l'Italian Wave.
Il nuovo cd sarebbe dovuto uscire a maggio ma si verificarono problemi con la casa discografica (EMI) e quindi l'uscita fu rimandata ad agosto. Nel frattempo furono annunciati alcuni titoli delle tracce presenti nell'album: "Rather Be", "Sit and Wonder", "Judas", "Apalachian Springs", "Mona Lisa" e "Love Is Noise". I brani erano tra l'altro già stati suonati nei live in Gran Bretagna e nel Nord America. "Love Is Noise" è il primo singolo estratto dal nuovo album Forth, che esce il 18 agosto in UK e il 19 negli USA.
Il 25 agosto 2008 la band ha pubblicato l'album Forth, che una settimana dopo ha raggiunto la prima posizione nella Official Albums Chart. Dal disco sono stati estratti due singoli: "Love Is Noise", che ha guadagnato la quarta posizione in classifica, e "Rather Be".

### Terzo scioglimento (2009)
L'obbligo contrattuale imponeva ad Ashcroft di registrare un album solista, ma all'inizio la cosa non è parsa una minaccia per il futuro dei Verve, a detta di Jones. In realtà la band rimase inattiva per tutto il periodo finale del 2008, inducendo McCabe a dichiarare che "i Verve sono in vacanza".
McCabe e Jones hanno poi cominciato a portare avanti un loro progetto, formando i Black Ships.
Nell'agosto 2009 il Guardian riportò la notizia del terzo scioglimento della band.
Il 7 luglio 2010 Ashcroft confermò che la band "è finita per sempre", anche se qualche settimana dopo non escluse un altro ricongiungimento.

## Stile musicale
Britpop, Ballad, Lightpop.

## Artisti simili
I Verve sono paragonati agli Smashing Pumpkins e agli Stereophonics, I Coldplay oltre a essere influenzati dai Verve sono comparati (Sonnet viene paragonata dai fan a Yellow).

## Formazione
- Richard Ashcroft - voce, cori, chitarra ritmica, tastiera, percussioni, kazoo (1990-1995, 1996-1999, 2007-2009)
- Nick McCabe - chitarra solista, tastiera, fisarmonica (1990-1995, 1997-1998, 2007-2009)
- Simon Jones - basso, cori (1990-1995, 1996-1999, 2007-2009)
- Peter Salisbury - batteria, percussioni (1990-1995, 1996-1999, 2007-2009)
- Simon Tong - chitarra ritmica e chitarra solista, tastiera (1997-1999)

### Ex componenti
- Bernard Butler – chitarra (1996)
- B. J. Cole – pedal steel guitar (1998)
- Davide Rossi – viola elettrica (2008)

## Discografia

### Album in studio
- 1993 - A Storm in Heaven
- 1995 - A Northern Soul
- 1997 - Urban Hymns
- 2008 - Forth

### Raccolte
- 1994 - No Come Down
- 2004 - This Is Music: The Singles 92-98

### EP
- 1992 - The Verve E.P.
- 1992 - Voyager 1
- 1992 - Five by Five

### Singoli
- 1992 - All in the Mind
- 1992 - She's a Superstar
- 1992 - Gravity Grave
- 1993 - Blue
- 1993 - Slide Away
- 1995 - This Is Music
- 1995 - On Your Own
- 1995 - History
- 1997 - Bitter Sweet Symphony
- 1997 - The Drugs Don't Work
- 1997 - Lucky Man
- 1998 - Sonnet
- 2008 - Love is Noise
- 2008 - Rather Be

## Videografia
- 1999 - The Video 96-98
- 2004 - This Is Music: The Singles 92-98